# Церковь Иоанна Богослова на Бронной
Храм святого апостола и евангелиста Иоанна Богослова на Бронной — православный храм в Пресненском районе Москвы. Принадлежит к Центральному благочинию Московской епархии Русский Православной церкви.
Имеет два престола — в честь апостола и евангелиста Иоанна Богослова и в честь Святителя Николая Чудотворца.

## История
Первое упоминание храма относится к 1625 году, он упоминается в окладных книгах за этот год как деревянная однопрестольная церковь Иоанна Богослова в Бронницах, за Тверскими воротами. В 1652—1665 годах на средства прихожан был построен каменный храм, к которому в 1694 году был пристроен придел во имя Николая Чудотворца. В церкви Иоанна Богослова весной 1812 года крестили Александра Герцена, а через несколько лет его будущую жену, Наталью Захарьину. В 1842 году храм перестроили и возвели колокольню.

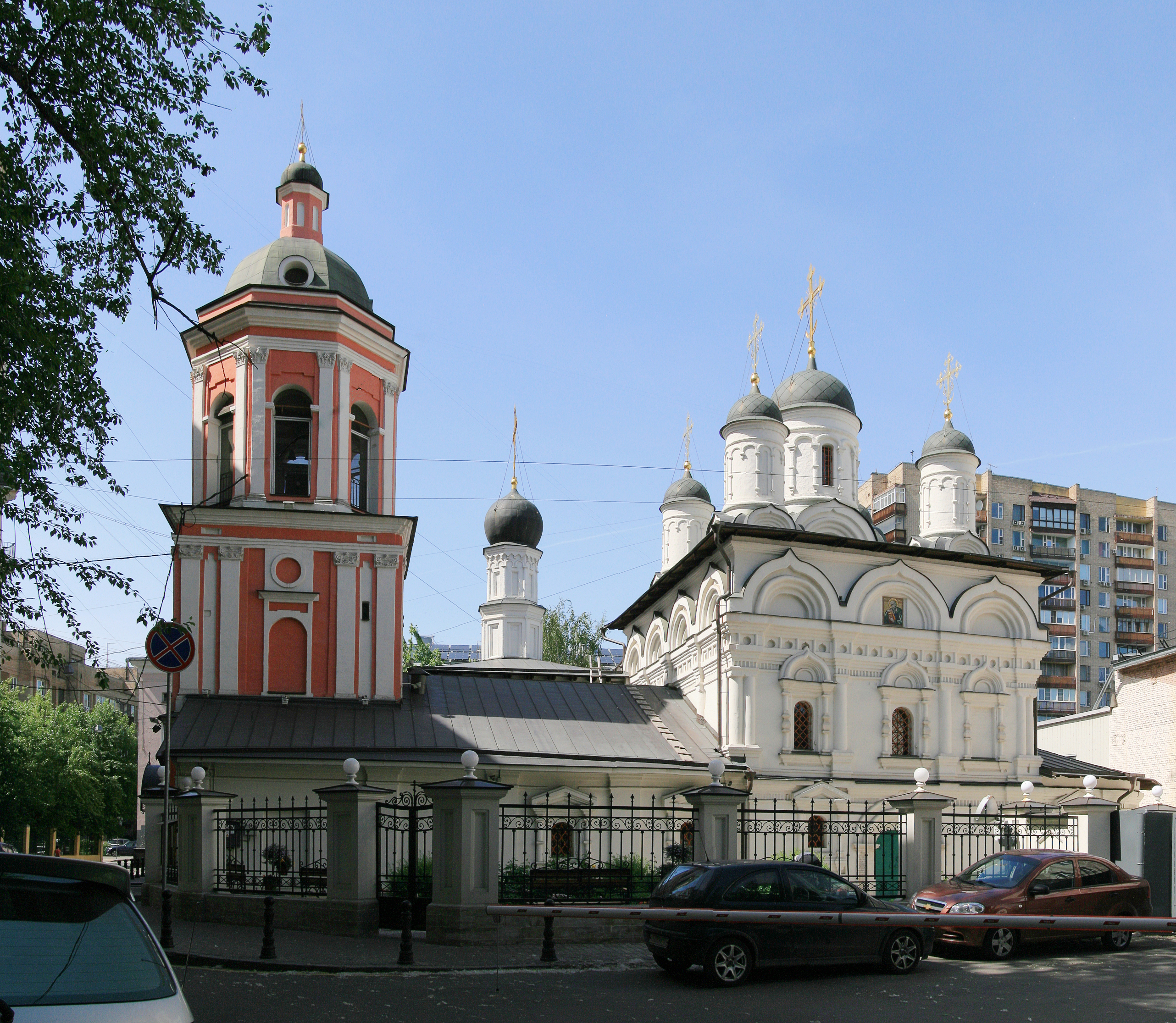
Церковь и колокольня

После революции храм был закрыт и в середине 20 годов XX века здание превращено в склад, изредка использовавшийся для содержания заключенных. В 1932 году с предложением снести здание храма выступила администрация Московского камерного театра, однако предложение не было поддержано благодаря заступничеству архитектора Дмитрия Сухова, занимавшегося в то время реставрацией памятников Московского кремля. Однако были разобраны завершения храма и колокольни. В 1943 г. в здании разместили общежитие Камерного театра, позже (после его закрытия) — мастерскую Московского драматического театра, в результате деятельности которой было уничтожено внутреннее убранство храма, в стене пробит огромный проём для установки ворот, через которые вносили крупные декорации; храм практически утратил первоначальный облик.
К 1970-м годам здание пришло в упадок, в связи с чем началась его реставрация реставрационной мастерской под руководством Александра Охо, которая в дальнейшем была продолжена его учеником Георгием Игнатьевым. Реставрация шла крайне медленно, внутри здания она частично завершилась только к 1983 году, а главы восстановили только в 1990-м. Сами реставрационные работы зачастую приводили к прямо противоположным результатам: годами не засыпаемый шурф, вырытый для изучения состояния фундамента, спровоцировал трещины и частичное обрушение одной из стен. Затягиванию работ активно способствовало руководство театра, периодически обращаясь с просьбами об их переносе, поскольку реставрация проводилась частично за счёт театра; 2 года не могли оплатить работы по разработке проектной документации. Из-за проблем с финансированием изготовленный в 1972 году крест пролежал во дворе мастерской Мособлстройреставрации 13 лет.
В 1991 году храм был передан Русской православной церкви в аварийном состоянии. Первое богослужение в Никольском приделе проведено в 1992 году, к 1995 году здание полностью освобождено мастерской театра. Реставрация храма шла на средства Инкомбанка, пожертвования организаций и прихожан. 21 мая 1991 года храм был освящён патриархом Алексием.

## Духовенство
- Настоятель храма протоиерей Андрей Хохлов.
- Диакон Онисим Дубровин[1].